# Домаров, Леонид Кузьмич
Домаров Леонид Кузьмич (1 марта 1935, с. Коробейниково, Алтайский край) — заместитель начальника Свердловской железной дороги с 1980 года по 1997 год.

## Биография
Родился в селе Коробейниково Усть-Пристанского района Алтайского края в семье крестьянина.
В 1953 г. закончил 10 классов средней школы № 6 в г. Горно-Алтайск и поступил в Новосибирский институт инженеров железнодорожного транспорта (НИИЖТ).
В 1958 г. успешно окончил институт, получив квалификацию инженер путей сообщения — строитель. Направлен по распределению на Западно-Сибирскую железную дорогу в Новосибирскую дистанцию пути (ПЧ-7).
1958—1961 гг. — Дорожный мастер, старший дорожный мастер Новосибирской дистанции пути.
1961—1962 гг. — Заместитель начальника Прокопьевской дистанции пути.
1962—1963 гг. — Начальник Алтайской дистанции пути.
1966—1973 гг. — Начальник отдела пути зданий и сооружений Алтайского отделения дороги.
1973—1976 гг. — Первый заместитель начальника службы пути Западно-Сибирской железной дороги.
1976—1980 гг. — Начальник службы пути Западно-Сибирской железной дороги.
1980—1997 гг. — Заместитель начальника Свердловской железной дороги.
Награды:
— Орден «Знак Почёта» (1966 г.);
— «Почётный железнодорожник» (1979 г.),
— Орден Трудового Красного Знамени (1986 г.),
— Лауреат премии Совета Министров СССР «За разработку и реализацию интенсивной технологии перевозок на Свердловской железной дороге»
(1991 г.),
— Звание Лауреата премии им. В. И. Муравленко (2010 г.)